# Rio (trilha sonora)
Rio é a trilha sonora da animação homônima lançada em 8 de abril de 2011, no Brasil. O álbum contou com a colaboração de Sérgio Mendes, Carlinhos Brown, Taio Cruz, will.i.am, Bebel Gilberto, etc. A versão internacional do álbum conta com as faixas "Real in Rio", "Fly Love" e "Elle ne me voit pas", enquanto, na versão brasileira, o projeto conta com "Favo de Mel", "Ararinha" e "Ela não me vê", no local das primeiras citadas. John Powell e Sérgio Mendes assinam a produção executiva do álbum, que foi lançado em 5 de abril de 2011, pela Universal Music. Mesmo com canções que vão da bossa nova ao rhythm and blues moderno, os críticos sentiram a falta da presença do "real Brasil" no projeto.

## Músicas, temática e intérpretes
"Real in Rio" inicia-se com assovios de passarinhos e, aos poucos, são introduzidos o som do agogô, da cuíca, do surdo e da escola de samba, cantando o coro "la-laiá, la-laiá", com letra fácil de se decorar, como "dia de festa, salve a floresta". Composto e interpretado por Carlinhos Brown, com versos em inglês cantados por Ester Dean, "Let Me Take You to Rio", tema que introduz a vinda do protagonista 'Blu' ao Rio de Janeiro, possui uma "letra e uma malemolência que dê, ao mesmo tempo, brisa e sol à música". É um samba de fundo de quintal, com um leve piano ao fundo.
"Mas Que Nada", interpretado por Gracinha Leporace, com o piano sob a tutela de Sérgio Mendes, ganha uma nova versão. "Hot Wings (I Wanna Party)", segue a linha das canções de Black Eyed Peas, com instrumentos da escola de samba ao fundo. A canção possui um toque eletrônico, e a fox de Jamie Foxx e Anne Hathaway emitindo o sons de arara. Um samba inspirado em Carmen Miranda, com a introdução do rap no meio da faixa é "Pretty Bird". Música da cacatua vilã do filme, interpretada por Jemaine Clement. "Ararinha" ou "Fly Love" traz o "banquinho e o violão" para a trilha sonora. Criada por Brown, e interpretada por ele na versão brasileira, enquanto, a internacional é interpretada por Foxx. "Telling the World", segundo o Jornal do Brasil, é uma música "chiclete" e a "menos inventiva" de todo o álbum, mas, "pronta e redonda para estourar em hits de FM". "Funky Monkey", é um discreto funk carioca, com influências da soul music estadunidense de Siedah Garrett.
A canção interpretada por Ivete Sangalo, no Brasil, e por Ester Dean, na versão internacional do álbum, é uma montagem eletrônica intitulada "Take You to Rio". Em seguida, aparece a faixa "Balanço Carioca", interpretado por Mikael Mutti, que segundo os críticos, "funciona mais no filme que no álbum". "Sapo Cai", é um samba-enredo de uma escola de samba factícia, onde há a introdução de violinos, violoncelos e de toda uma orquestra"dos bons tempos das animações clássicas de Walt Disney". A trilha sonora termina com "Samba de Orly", interpretada por Bebel Gilberto, "Valsa Carioca", valsa criada por Sérgio Mendes, tendo ao fundo discreto samba. A faixa bônus "Forró da Fruta", de Carlinhos Brown, mostra uma mistura do samba e forró com piano.
Para o álbum, foram contactados desde artistas originais do país onde o filme ocorre até dubladores originais. Dentre os artistas brasileiros, estavam Ivete Sangalo e Carlinhos Brown, e dos artistas norte-americanos estavam Anne Hathaway e will.i.am, além da produção de Sérgio Mendes, John Powell, Carlinhos Brown, Didiê Cunha, Ester Dean, Bebel Gilberto, Zé Luis Oliveira, Stargate, Andrew van Meter e will.i.am.

## Recepção da crítica
| Críticas profissionais | Críticas profissionais |
| Avaliações da crítica  | Avaliações da crítica  |
| Fonte                  | Avaliação              |
| ---------------------- | ---------------------- |
| Allmusic               | [ 5 ]                  |
| Notas Musicais         | [ 4 ]                  |
| O Globo                | Negativa               |
| O Estado de S. Paulo   | Negativa               |
| Jornal do Brasil       | Positiva               |
| R7                     | Positiva               |

Apesar de ter dado duas estrelas e meia, Matt Collar, da Allmusic, diz que o álbum é "ensolarado, dançante e bem adaptado para a criação do filme de temática sul-americana". Mauro Ferreira do Notas Musicais diz que a trilha sonora do filme, confiada à Mendes, "estiliza o suingue carioca, filtrado pela ótica norte-americana", já que o "músico brasileiro que não fez outra coisa em 50 anos de carreira a não ser formatar a música brasileira para os ouvidos dos Estados Unidos". O Jornal do Brasil classificou a trilha sonora do filme Rio como "de tirar o fôlego", elogiou as interpretações de Carlinhos Brown, Sérgio Mendes, Mikael Mutti. Mas, diz estranhar a interpretação de Ivete Sangalo, que aparece "estranhamente abafada pela leitura estadunidense da música".
O jornal carioca O Globo publicou a crítica de Carlos Albuquerque que cobra o "batidão" do funk carioca e diz que a música do filme não tem muitos representantes locais "um Marcelo D2 aqui, um DJ Marlboro ali, talvez um Zeca Pagodinho acolá - o disco, em que aparecem as vozes dos dubladores, como Anne Hathaway e Jaime Foxx, bate asas para bem longe das belezas musicais da cidade que lhe empresta o nome e, descolado das suas impressionantes imagens, soa, muitas vezes, como o clássico 'samba de gringo'". No entanto, segundo Albuquerque, Bebel Gilberto "salva a sua pátria com uma suave versão de 'Samba de Orly'", enquanto Brown leva muito mais Timbalada do que um baile funk para "Funky Monkey", e conclui que Ivete Sangalo "aparece estranhamente discreta e contida em 'Take You to Rio'". Sobre "Telling the World", interpretada por Taio Cruz, Carlos Albuquerque diz que é "tão impessoal e deslocada que cairia bem tanto em "Rio" como em "Madagascar". O resto do disco vai por aí, dando ao ouvinte a assustadora impressão de que os Black Eyed Peas vão aparecer em cena a qualquer hora, com tamborim na mão, gritando: 'Let's samba!'".
Julio Maria, de O Estado de S. Paulo, disse que a trilha sonora é "mais ou menos como o filme: um realismo de fachada, pergumado mas carente de uma injeção de vida real", e diz que faz a música brasileira "lipoaspirada para tocar em lounge de hotel. Já que era para falar do Rio, por que não Tim Maia cantando 'Aquele Abraço'? Enfim, uma trilha que, sem o filme, morre na praia de Copacabana". O portal R7 elogiou as faixas de Sérgio Mendes, dizendo que essas são "bacanas e sofisticadas", diz que "o melhor momento" fica com Taio Cruz, em "Telling the World", will.i.am, "Hot Wing (I Wanna Party)", e "Ararinha", com Brown, porém criticou o "engessamento" de Ivete Sangalo em "Take You To Rio".

## Lista de faixas
| Edição brasileira |                                         |                                                                           |                                                                                       |         |  |
| N.º               | Título                                  | Compositor(es)                                                            | Intérpretes                                                                           | Duração |  |
| 1.                | "Favo de Mel"                           | Carlinhos Brown, Seidah Garrett, Mikael Mutti, John Powell, Sérgio Mendes | will.i.am, Jesse Eisenberg, Jamie Foxx, George Lopez, Anne Hathaway e The Rio Singers | 3:48    |  |
| 2.                | "Let Me Take You to Rio" (Blu' Arrival) | Ester Dean, Carlinhos Brown, Mikael Mutti                                 | Carlinhos Brown e Ester Dean                                                          | 1:54    |  |
| 3.                | "Mas Que Nada" (Versão Rio 2011)        | Jorge Ben                                                                 | Sérgio Mendes                                                                         | 2:44    |  |
| 4.                | "Hot Wings" (I Wanna Party)             | William Adams                                                             | will.i.am, Jamie Foxx e Anne Hathaway                                                 | 2:17    |  |
| 5.                | "Pretty Bird"                           | Mike Reiss, Jemaine Clement, John Powell, Yoni Brenner                    | Jemaine Clement                                                                       | 2:04    |  |
| 6.                | "Ararinha"                              | Siedah Garrett, Carlinhos Brown                                           | Carlinhos Brown                                                                       | 2:39    |  |
| 7.                | "Telling the World"                     | Taio Cruz, Alan Kasirye                                                   | Taio Cruz                                                                             | 3:33    |  |
| 8.                | "Funky Monkey"                          | Siedah Garrett, Carlinhos Brown, Mikael Mutti                             | Siedah Garrett, Carlinhos Brown, Davi Vieira e Mikael Mutti                           | 2:24    |  |
| 9.                | "Take You to Rio"                       | Ester Dean, Mikkel S. Eriksen, Tor Erik Hermansen (versão: Alex Góes)     | Ivete Sangalo                                                                         | 3:26    |  |
| 10.               | "Balanço Carioca"                       | Mikael Mutti                                                              | Mikael Mutti                                                                          | 3:02    |  |
| 11.               | "Sapo Cai"                              | Carlinhos Brown, Mikael Mutti, Sérgio Mendes                              | Carlinhos Brown e Mikael Mutti                                                        | 2:47    |  |
| 12.               | "Samba de Orly"                         | Antonio Pecci Filho, Chico Buarque                                        | Bebel Gilberto                                                                        | 2:50    |  |
| 13.               | "Valsa Carioca"                         | Sérgio Mendes                                                             | Sérgio Mendes                                                                         | 2:36    |  |
| 14.               | "Copacabana Dreams"                     | John Powell, Sérgio Mendes                                                | Sérgio Mendes                                                                         | 2:20    |  |
| 15.               | "Ela Não Me Vê"                         | Jean Jacques Goldman (versão: Bebel Gilberto e Sérgio Mendes)             | Milton Nascimento                                                                     | 4:18    |  |

| Versão internacional |                                                   |                                                                           |                                                                                       |         |  |
| N.º                  | Título                                            | Compositor(es)                                                            | Intérpretes                                                                           | Duração |  |
| 1.                   | "Real in Rio"                                     | Carlinhos Brown, Seidah Garrett, Mikael Mutti, John Powell, Sérgio Mendes | will.i.am, Jesse Eisenberg, Jamie Foxx, George Lopez, Anne Hathaway e cantores do Rio | 3:48    |  |
| 2.                   | "Let Me Take You to Rio" (Blu' Arrival)           | Ester Dean, Carlinhos Brown, Mikael Mutti                                 | Carlinhos Brown e Ester Dean                                                          | 1:54    |  |
| 3.                   | "Mas Que Nada" (Versão Rio 2011)                  | Jorge Ben                                                                 | Sérgio Mendes                                                                         | 2:44    |  |
| 4.                   | "Hot Wings" (I Wanna Party)                       | William Adams                                                             | will.i.am, Jamie Foxx e Anne Hathaway                                                 | 2:17    |  |
| 5.                   | "Pretty Bird"                                     | Mike Reiss, Jemaine Clement, John Powell, Yoni Brenner                    | Jemaine Clement                                                                       | 2:04    |  |
| 6.                   | "Fly Love"                                        | Siedah Garrett, Carlinhos Brown                                           | Jamie Foxx                                                                            | 2:39    |  |
| 7.                   | "Telling the World"                               | Taio Cruz, Alan Kasirye                                                   | Taio Cruz                                                                             | 3:33    |  |
| 8.                   | "Funky Monkey"                                    | Siedah Garrett, Carlinhos Brown, Mikael Mutti                             | Siedah Garrett, Carlinhos Brown, Davi Vieira e Mikael Mutti                           | 2:24    |  |
| 9.                   | "Take You to Rio (Remix)"                         | Ester Dean, Mikkel S. Eriksen, Tor Erik Hermansen                         | Ester Dean                                                                            | 3:26    |  |
| 10.                  | "Balanço Carioca"                                 | Mikael Mutti                                                              | Mikael Mutti                                                                          | 3:02    |  |
| 11.                  | "Sapo Cai"                                        | Carlinhos Brown, Mikael Mutti, Sérgio Mendes                              | Carlinhos Brown e Mikael Mutti                                                        | 2:47    |  |
| 12.                  | "Samba de Orly"                                   | Antonio Pecci Filho, Chico Buarque                                        | Bebel Gilberto                                                                        | 2:50    |  |
| 13.                  | "Valsa Carioca"                                   | Sérgio Mendes                                                             | Sérgio Mendes                                                                         | 2:36    |  |
| 14.                  | "Copacabana Dreams"                               | John Powell, Sérgio Mendes                                                | Sérgio Mendes                                                                         | 2:20    |  |
| 15.                  | "Advice for the Young at Heart" (Versão Rio 2011) | Roland Orzabal, Nicky Holland                                             | Tears for Fears                                                                       | 4:55    |  |
| 16.                  | "Elle ne me voit pas" (Versão Rio 2011)           | Jean-Jacques Goldman                                                      | Jean-Jacques Goldman                                                                  | 4:18    |  |
| 17.                  | "Wind of Change" (Versão Rio 2011)                | Klaus Meine                                                               | Scorpions                                                                             | 5:10    |  |

## Divulgação

### Singles
A faixa "Telling the World" foi o primeiro e único single de Rio. Interpretada pelo britânico Taio Cruz, filho de mãe brasileira, o número foi lançado para download digital em 20 de março de 2011 e seu videoclipe foi lançado um dia antes no canal de Taio no VEVO. O single alcançou a 138ª posição da UK Singles Chart, lista da The Official Charts Company. Além da inclusão na trilha, a canção também está presente no álbum Rokstarr, lançado em 2009 pelo cantor.

## Desempenho nas tabelas musicais
Rio atingiu a 70ª posição na Billboard 200 e a 4ª na Top Soundtracks, além de entrar na tabela de álbuns mexicana da Asociacion Mexicana de Productores de Fonogramas y Videogramas.
| Tabela musical (2011)                                                   | Melhor posição |
| ----------------------------------------------------------------------- | -------------- |
| Estados Unidos - Billboard 200                                          | 70             |
| Estados Unidos - Top Soundtracks                                        | 4              |
| México - Asociacion Mexicana de Productores de Fonogramas y Videogramas | 15             |